# Kriegsschiff

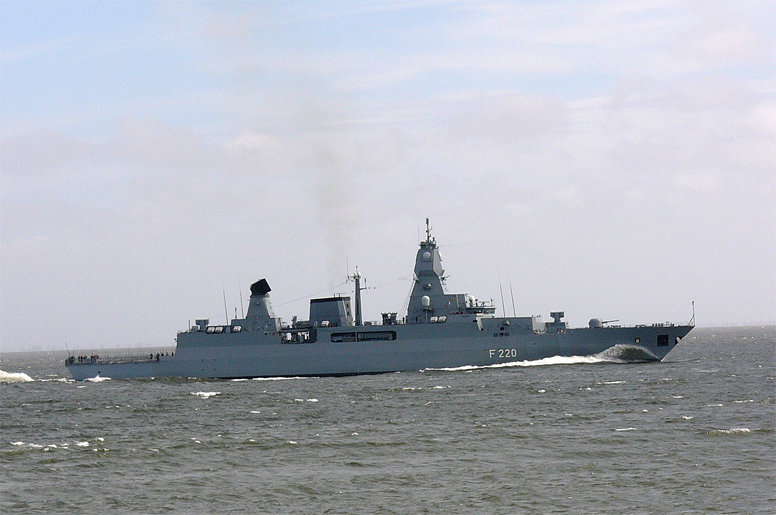
Fregatte Hamburg der Deutschen Marine

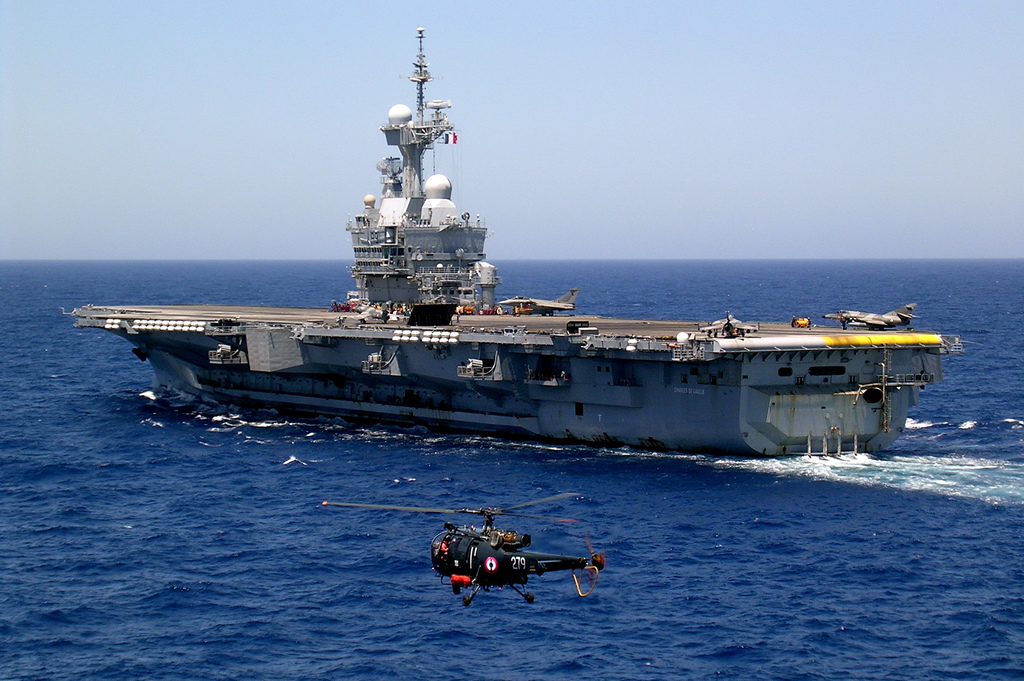
Der atomgetriebene französische Flugzeugträger Charles de Gaulle

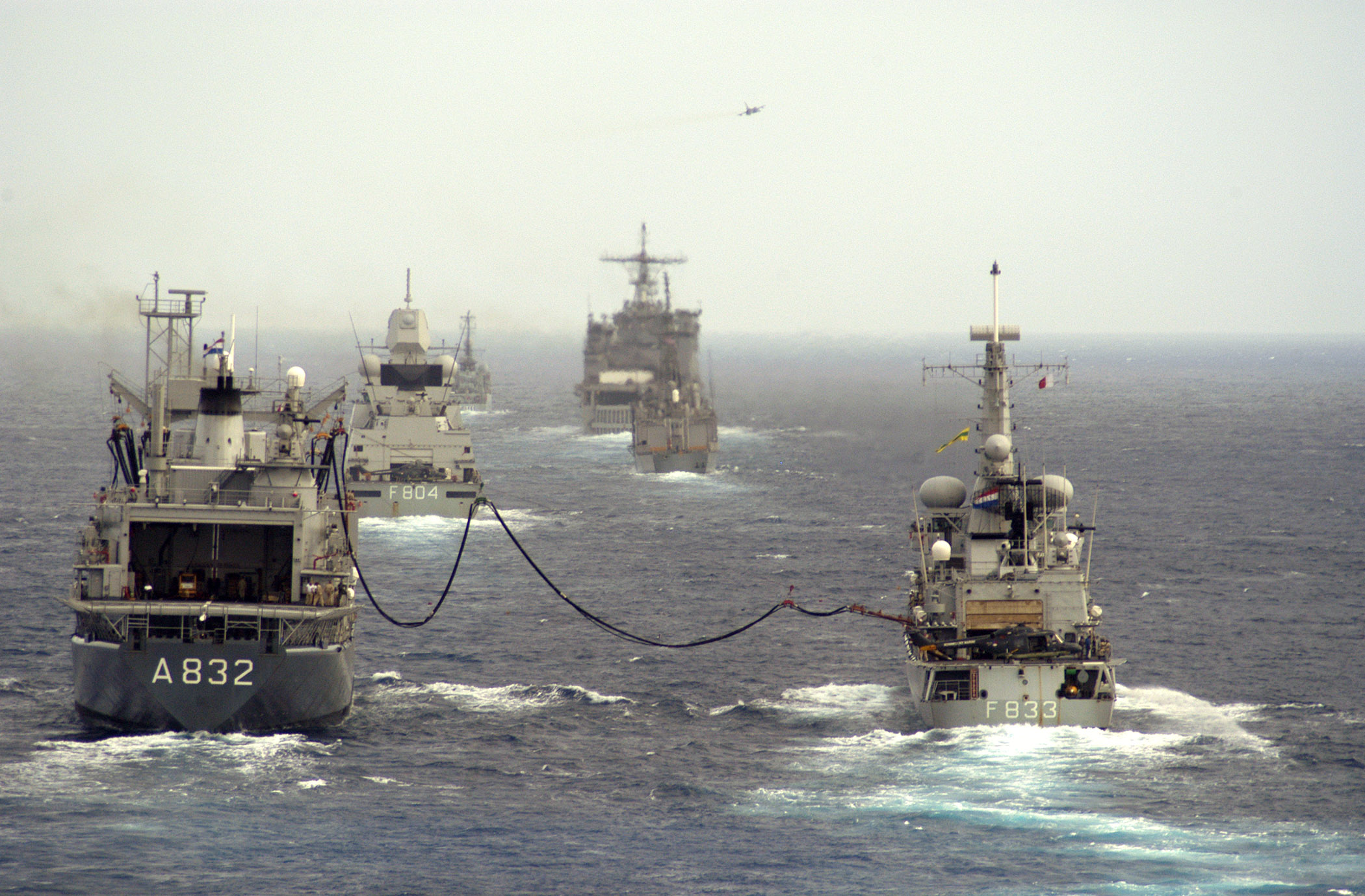
Moderne Kriegsschiffe erhalten in See von Versorgungsschiffen Nachschub wie bei diesem multinationalen Verband

Ein Kriegsschiff ist ein für den Krieg ausgerüstetes Schiff. Seefahrende Völker und Mächte haben früh damit begonnen, für Kriegsführung, Verteidigung und Seehandel unterschiedliche Schiffstypen zu entwickeln. Mit Beginn der Neuzeit traten Segelschiffe an die Stelle geruderter Kriegsschiffe, um ab der Mitte des 19. Jahrhunderts wiederum von maschinengetriebenen Schiffen verdrängt zu werden.
Gegen Ende des 19. Jahrhunderts setzte die Entwicklung neuer Schiffstypen für unterschiedliche Formen der Seekriegsführung ein, darunter U-Boote und Flugzeugträger, die den Seekrieg in die dritte Dimension tragen. Andere spezielle Kriegsschiffe sind Minenabwehrfahrzeuge für die Bekämpfung von Seeminen und Landungsschiffe für die amphibische Kriegsführung. Außerdem wurden spezielle Hilfsschiffe zur Unterstützung der Kriegsschiffe entwickelt.

## Begriff Kriegsschiff
Angesichts der Vielfalt von Typen und Einsatzformen ist die Abgrenzung von Kriegsschiffen zu anderen Schiffen nicht immer eindeutig festzulegen. Die Typenbezeichnungen haben sich im Laufe der Zeit hinsichtlich Größe, Bewaffnung und Aufgaben entwickelt. Typenbezeichnungen können außerdem politischen Einflüssen unterliegen. Zudem unterscheidet sich der Gebrauch bestimmter Bezeichnungen von Land zu Land und ist zwischen bestimmten Typen fließend.
In Norddeutschland wurden Kriegsschiffe bis ins 19. Jahrhundert hinein auch als Orlogschiff bzw. Orlogman bezeichnet, wobei der Begriff „Orlog“ von dem niederländischen Wort für Krieg (oorlog) stammt und sich entsprechende Lehnwörter seit dem 17. Jahrhundert bis heute auch im Schwedischen („örlogsfartyg“) und Dänischen („orlogsskib“) finden.

### Definition im Seerechtsübereinkommen

Dienstflagge der Seestreitkräfte der Bundesrepublik Deutschland

Die Bundesdienstflagge wird von den zivil besetzten Hilfsschiffen der Deutschen Marine geführt.

Im Seerechtsübereinkommen der Vereinten Nationen (SRÜ) vom 10. Dezember 1982 wird der Begriff in Artikel 29 (Definition der Kriegsschiffe) völkerrechtlich verbindlich definiert:

„Im Sinne dieses Übereinkommens bedeutet ‚Kriegsschiff‘ ein zu den Streitkräften eines Staates gehörendes Schiff, das die äußeren Kennzeichen eines solchen Schiffes seiner Staatszugehörigkeit trägt; es muß unter dem Befehl eines Offiziers stehen, der sich im Dienst des jeweiligen Staates befindet und dessen Name in der entsprechenden Rangliste der Streitkräfte oder in einer gleichwertigen Liste enthalten ist; die Besatzung muß den Regeln der militärischen Disziplin unterliegen.“

Unter „äußeren Kennzeichen eines solchen Schiffes seiner Staatszugehörigkeit“ ist die Flagge der Seestreitkräfte des jeweiligen Landes zu verstehen. Die Bestimmung, dass die Besatzung den „Regeln der militärischen Disziplin“ unterliegen muss, besagt, dass die Besatzung aus Soldaten im Sinne des Völkerrechts bestehen muss.
Artikel 32 SRÜ bestimmt, dass Kriegsschiffe Immunität genießen. Das bedeutet, dass fremde Staaten auf Kriegsschiffen, die sich in ihren Hoheitsgewässern oder Häfen befinden, keine Rechtsgewalt ausüben dürfen. Gleiches gilt für staatliche Schiffe, die nicht Handelszwecken dienen, wie etwa die zivil besetzten militärischen Hilfsschiffe.
Der rechtliche Status eines Kriegsschiffs ist nicht abhängig von seiner Bewaffnung und Technik. Das unbewaffnete Segelschulschiff Gorch Fock der Deutschen Marine ist zum Beispiel ein Kriegsschiff; die in der Vergangenheit und Gegenwart sogar mit leichter Artillerie bewaffneten Patrouillenboote und Einsatzschiffe des Bundesgrenzschutzes und der heutigen Bundespolizei waren und sind hingegen keine Kriegsschiffe, da ihre Besatzung nicht aus Soldaten, sondern aus Polizeivollzugsbeamten besteht. Es handelt sich hierbei um Staatsschiffe, die auch bewaffnet sein können.

### Hilfsschiffe

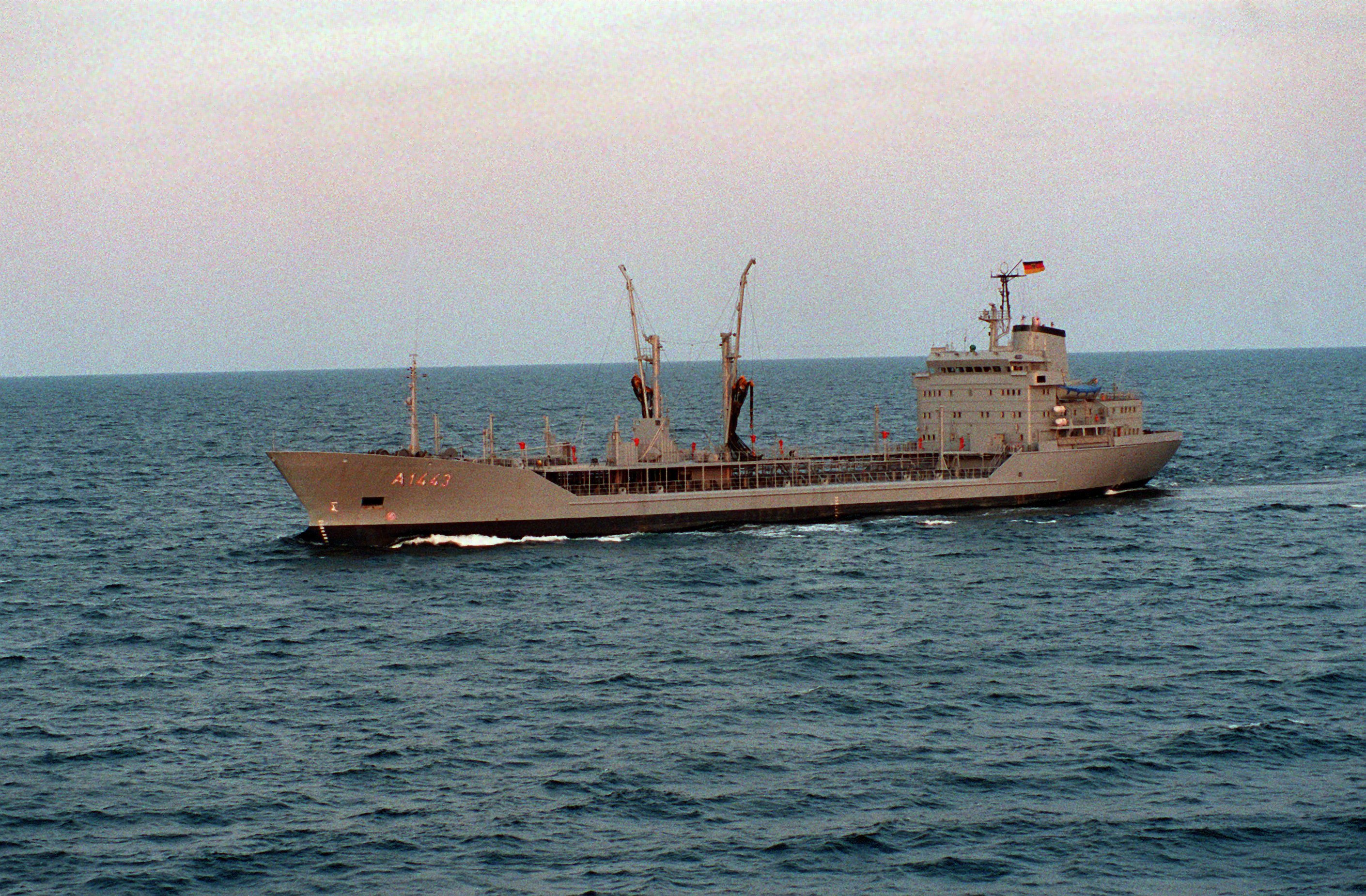
Der zivil besetzte Flottentanker Rhön der Deutschen Marine

Neben den Kriegsschiffen verfügen viele Marinen über zivil besetzte Hilfsschiffe, die zum Teil auch leichte Waffen zur Selbstverteidigung führen. Sie haben nicht den oben definierten Status, sondern den eines Staatsschiffs. In der deutschen Marine gibt es zum Beispiel Tanker, die zwar zivil besetzt sind, durchaus aber mit Kriegsschiffen zusammen eingesetzt werden. Auch die US Navy und die britische Royal Navy verfügen über eine größere Zahl derartiger Fahrzeuge. Militärisch besetzte Unterstützungsfahrzeuge wie zum Beispiel die Versorger der Berlin-Klasse werden zwar bisweilen als Hilfsschiffe bezeichnet, sind vom Status her aber Kriegsschiffe.

## Benennung der Kriegsschiffe
Es ist in allen Marinen seit sehr langer Zeit Tradition, Kriegsschiffen einen Namen zu geben. Später kamen in vielen Marinen noch Präfixe und Kennungen aus Buchstaben oder Zahlen hinzu. In einigen Marinen wie der US Navy sind Präfix und Kennung Teil des Schiffsnamens, in anderen wie etwa der Deutschen Marine nicht.

### Namensgebung
Die Namenstraditionen der Marinen sind stets ein Ausdruck ihres Selbstverständnisses als Teil staatlicher Macht gewesen. So wurden in Monarchien dynastische Namen wie „Wasa“ oder „Hohenzollern“ gewählt. Heutige republikanische Staaten drücken hingegen häufig durch die Wahl von Orts- oder Gebietsnamen („Braunschweig“, „Ohio“) die Verbundenheit von Streitkräften und Bevölkerung aus. Üblich ist auch die Ehrung von Persönlichkeiten („Charles de Gaulle“, „Bismarck“) und die Erinnerung an Schlachten („Trafalgar“, „Yorktown“). Des Weiteren sind Tiernamen („Tiger“, „Scorpion“), astronomische Bezeichnungen („Aldebaran“, „Sirius“) und Begriffe aus der Antike („Hermes“, „Leander“) gebräuchlich. Einige Marinen benennen ihre Schiffe außerdem nach Eigenschaften („Invincible“, „Le Triomphant“).
In manchen Marinen tragen kleinere Fahrzeuge anstatt eines Namens nur eine Kombination aus Buchstaben und Zahlen. Traditionsgemäß gilt das zum Beispiel für alle deutschen U-Boote („U 31“) mit Ausnahme einiger Versuchs- und Schulboote („U-Hai“).
Schiffsnamen sind in Nordeuropa und Nordamerika meistens weiblich, insbesondere wenn es sich um Schiffe handelt, die nach Personen oder geographischen Begriffen benannt sind (die „Eisenhower“, die „Hamburg“). Schiffe, die nach einem Ausdruck mit Artikel (zum Beispiel Tiere, astronomische Begriffe) benannt sind, behalten dessen Genus normalerweise bei (der „Widder“, das „Frettchen“), es kann jedoch auch die weibliche Form verwandt werden (der/die „Pfeil“). In romanischen und slawischen Sprachen wird das Genus des Namens beibehalten. Die österreichische Seemannssprache (bis 1918) lehnt(e) sich daran an – es gab also den „Szent Istvan“, die „Kaiserin Elisabeth“, den „Sankt Georg“ und die „Wien“ (von: die Stadt).

### Präfixe
In einigen Marinen werden den Schiffsnamen Präfixe vorangestellt, wie etwa USS oder HMS. Diese Präfixe können Teil des Schiffsnamens sein. Die deutsche Marine benutzt seit 1918 kein Präfix mehr, nachdem zuvor die Schiffe als SMS (Seiner Majestät Schiff) bezeichnet worden waren.
In Anlehnung an diese nationalen Präfixe ist es in internationalen Bündnissen wie der NATO üblich, allen Schiffsnamen ein auf einer englischen Abkürzung beruhendes Präfix voranzustellen, um Schiffe im Schriftverkehr genau ansprechen zu können. Für deutsche Kriegsschiffe wird die Abkürzung FGS für „Federal German Ship“ verwandt. Diese NATO-Präfixe sind kein Namensbestandteil und müssen auch nicht mit den nationalen Präfixen übereinstimmen.

### Kennungen

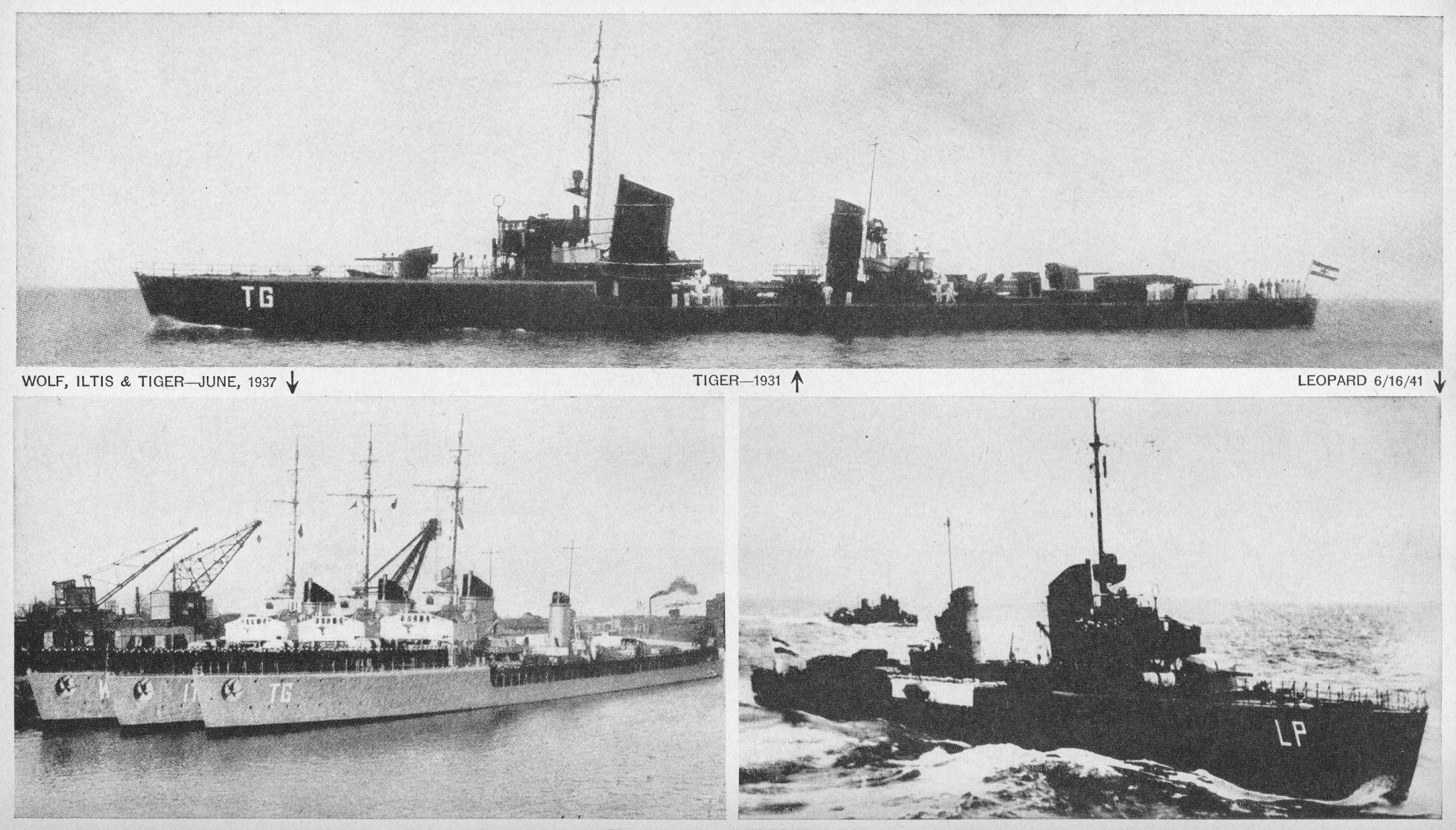
Deutsche Torpedoboote mit Zwei-Buchstaben-Kennungen in den 1930er Jahren

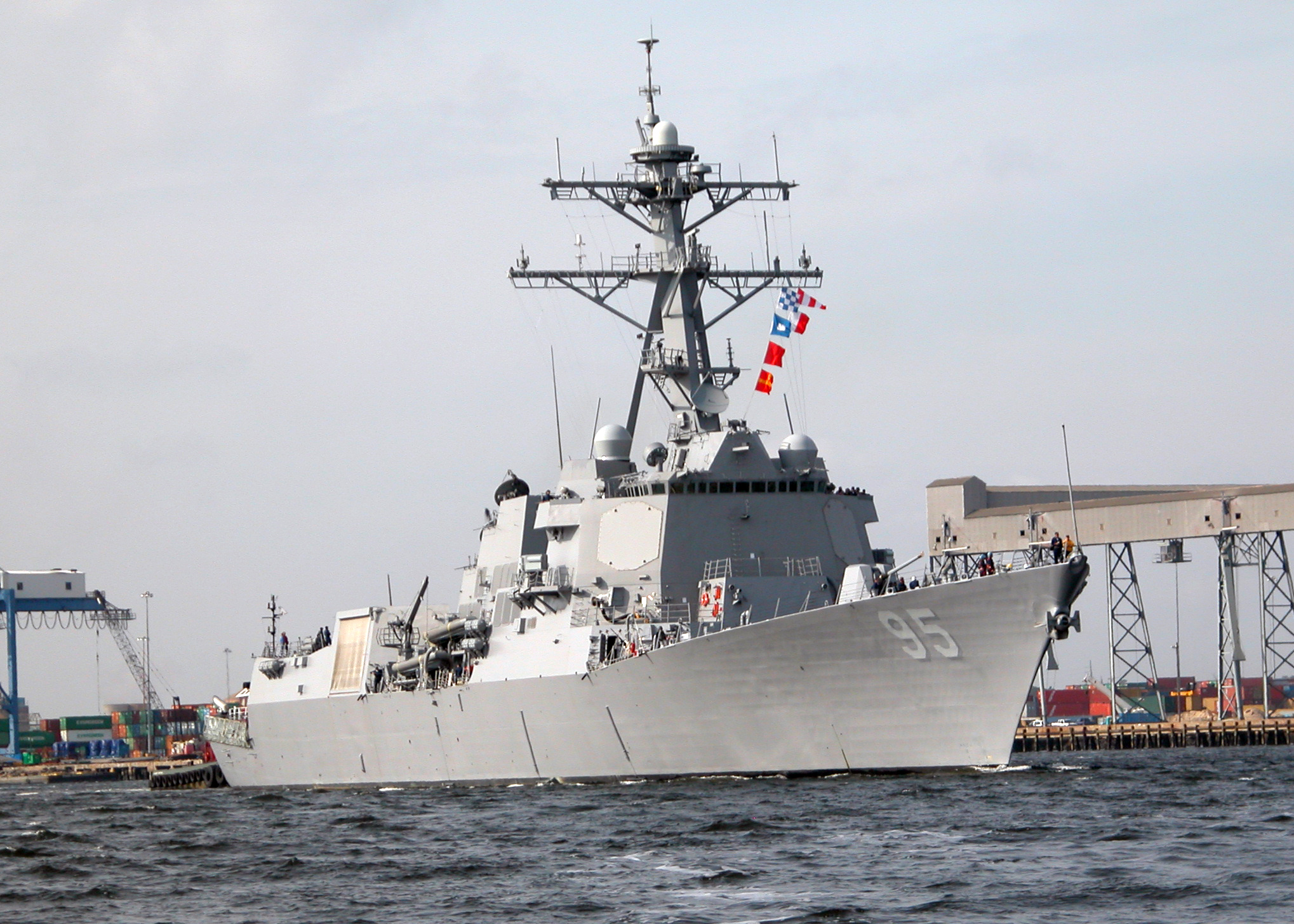
Der Zerstörer James E. Williams mit einer kontrastarmen Kennung

Um Schiffe gleichen Typs auch auf größere Entfernung optisch unterscheiden zu können, wurden Kennungen aus Zahlen oder Buchstaben eingeführt, wobei die verschiedenen Marinen sehr unterschiedliche Systeme verwenden oder verwendet haben. Diese Kennungen sind im optischen Signalverkehr, das heißt in der Kommunikation mit Scheinwerfer- oder Flaggensignalen unerlässlich, um die verschiedenen Schiffe eines Verbandes eindeutig anzusprechen und so Irrtümern vorzubeugen.
In der deutschen Marine waren bis etwa 1957 Kennungen aus zwei Buchstaben üblich, die sich an den Schiffsnamen anlehnten (SX für Linienschiff Schleswig-Holstein, ST für Küstenminensuchboot „Seestern“). Anschließend wurde das in der NATO übliche System aus Buchstaben und Zahlen eingeführt.
Das NATO-System ähnelt dem US-System, bei dem Schiffe mit einer Buchstabenkombination für den Typ (type indicator) gefolgt von einer Ordnungsnummer gekennzeichnet werden (DDG-2 Charles F. Adams), wobei US-Schiffe immer nur die Zahl zeigen (DDG-2: „2“). Allerdings wird bei der NATO-Kennung, der sogenannten Hullnumber (Rumpfnummer), immer nur ein Buchstabe benutzt (F 207 für Fregatte „Bremen“). Dieses NATO-System wird auch in vielen westlich orientierten Marinen benutzt. Andere Marinen kennen unterschiedliche Systeme, die häufig nur aus Zahlen bestehen. Bisweilen drücken diese Zahlen die Zugehörigkeit von Schiffen zu einem Verband aus (zum Beispiel 52 als 2. Schiff des 5. Geschwaders).
Im Krieg und in Einsätzen werden die Kennungen teilweise entfernt, verkleinert oder mit kontrastarmer Farbe aufgetragen.
Schiffe mit Flugdeck tragen meistens zusätzlich zur Hullnumber eine Zwei-Buchstaben-Kennung in Anlehnung an den Schiffsnamen auf dem Flugdeck, um vom Hubschrauber aus leichter identifizierbar zu sein.

## Geschichte

### Antike
Die ersten typischen Kriegsschiffe wurden von den Griechen, Persern und Phöniziern gebaut.
Es waren Langschiffe, die später zu Galeeren mit Rammsporn weiterentwickelt wurden.
Um 250 v. Chr. besaßen die Karthager die größte und kampfkräftigste Flotte von Kriegsschiffen im Mittelmeer mit bis zu fünf Ruderern in drei Ebenen von Riemen übereinander (Quinqueremen). Dies änderte sich im Ersten Punischen Krieg, als die Römer ein gestrandetes karthagisches Ruderschiff nachbauten.
Die Römer fügten der karthagischen Konstruktion den Corvus, eine Enterbrücke, hinzu und bemannten die Schiffe mit Fußsoldaten. Auf diese Weise entstand die erste Marineinfanterie.

### Wikinger

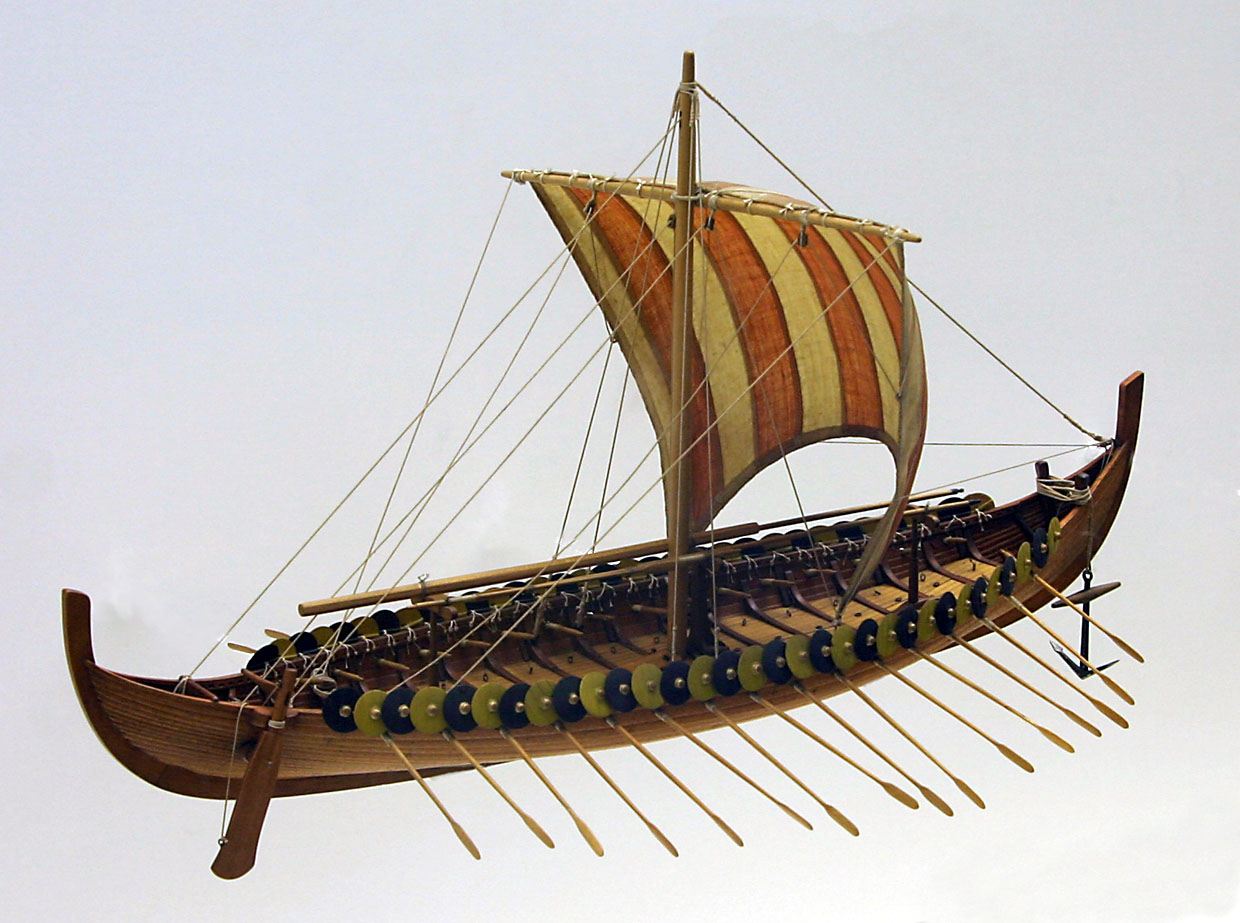
Modell eines Wikingerschiffs

In Nordeuropa wurde der Typ des Wikingerlangschiffes entwickelt, das besonders schnell und für Raubzüge geeignet war. Es ermöglichte den Aufbau der Wikingerreiche in Russland, der Normandie, Sizilien und Großbritannien.

### China

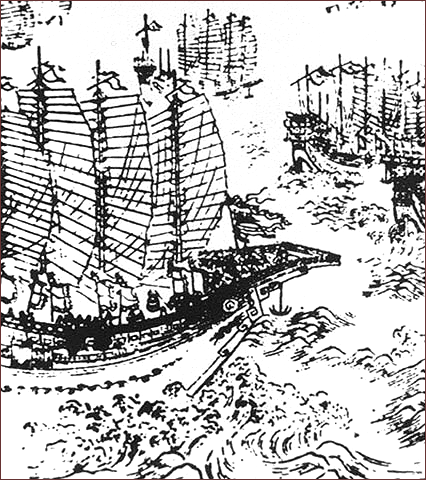
Schiffe Zheng Hes

Im Kaiserreich China wurden immer größere Dschunken als Kriegsschiffe gebaut. Der Höhepunkt dieser Entwicklung lag in der Ming-Dynastie um 1405 bis 1430, als China mit mehr als 300 Schiffen, die zum größten Teil in Nanjing gebaut wurden, die größte Kriegsflotte der damaligen Welt hatte. Maßgeblich war dafür der chinesische Admiral Ma San Bao, auch Zheng He genannt, der zur Bekämpfung von Piraten und zur Sicherstellung der Vormacht Chinas Reisen nach Südostasien, Indien und Afrika unternahm. Größter Schiffstyp waren die sog. Schatzschiffe, die bis zu 9 Masten hatten und etwa 70 Meter lang waren.

### Hanse

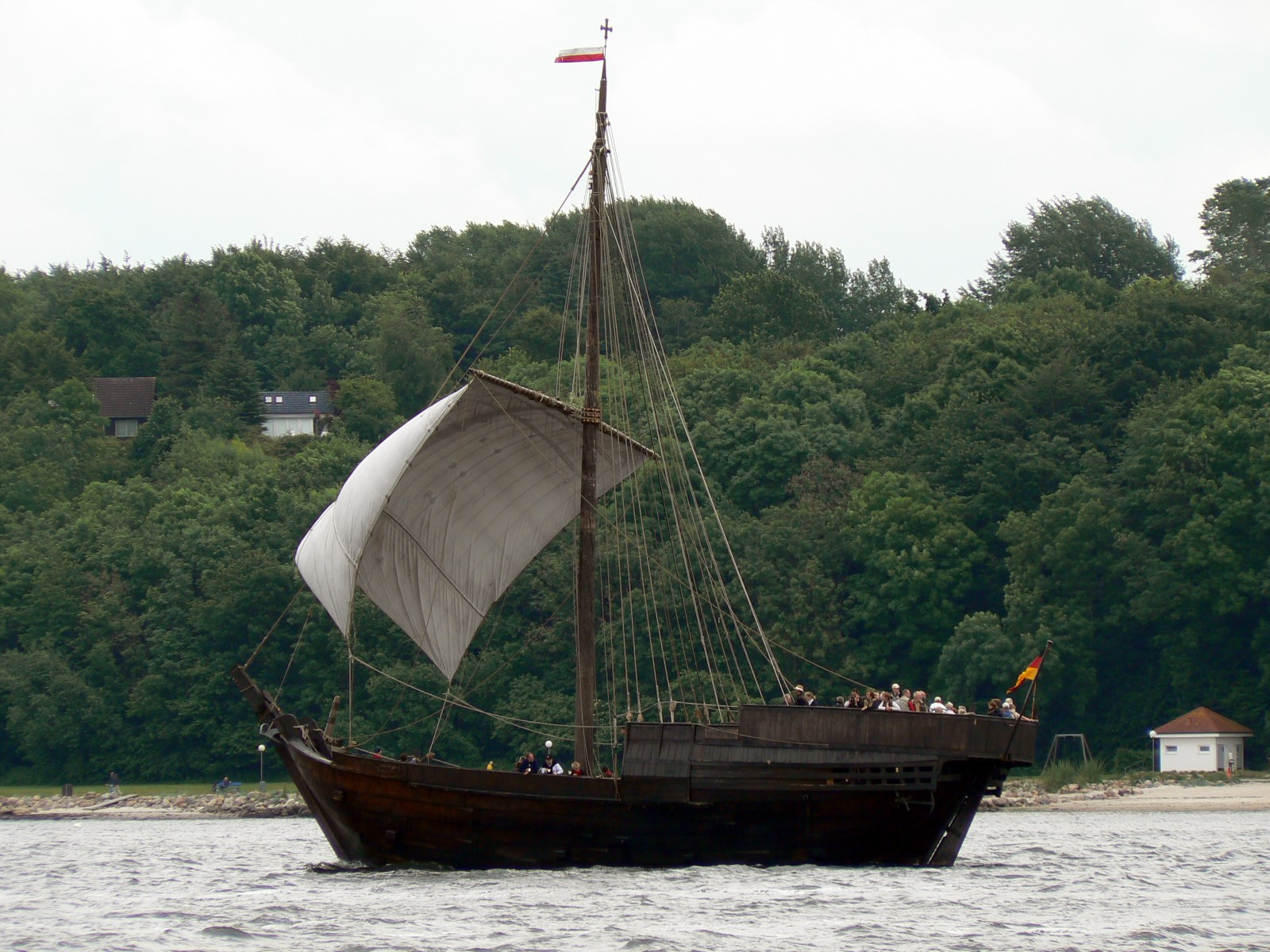
Nachbau einer Hansekogge von 1380

Zur Hansezeit bestanden die Kriegsflotten im nördlichen Europa hauptsächlich aus stärker bewaffneten Hansekoggen und Kraweelen, die sich im Bau kaum von Handelsschiffen unterschieden.

### 15. und 16. Jahrhundert
Das änderte sich im 15. und 16. Jahrhundert, als Feuerwaffen immer stärker die Kriegsführung bestimmten. Im Mittelmeer entstand aus den Galeeren die Galeasse. Die Portugiesen und Spanier entwickelten den Schiffstyp der Kogge und der Kraweel zu Karavellen und Karacken weiter. Die Spanische Armada wurde zur größten Flotte der damaligen Welt. Als reines Segelschiff wurde die Galeone entwickelt, die sowohl als Handels- als auch (in schlankerer Form) als Kriegsschiff eingesetzt wurde. Ein Beispiel dafür ist die Golden Hinde von Sir Francis Drake.
Die Segelschiffe dominierten nun den Kriegsschiffbau, das Linienschiff mit schlankerem Rumpf als die Handelsschiffe dominierte ab dem 17. Jahrhundert die Meere. Vorbild für die ersten Linienschiffe war die Henri Grâce à Dieu, die 1547 21 Kanonen bei 1000 Tonnen Wasserverdrängung aufwies. Die Schiffsgeschütze, die zunächst auf dem Oberdeck aufgestellt waren und Kugeln aus Stein oder Eisen verschossen, wurden in besonderen Waffendecks (Batteriedeck) hinter Stückpforten untergebracht.
Dadurch wurde der Schwerpunkt nach unten verlagert und es konnten mehr Kanonen transportiert werden, ohne die Kentergefahr zu steigern. Bevorzugte Kampftechnik wurde nun die Breitseite, bei der aus allen Rohren einer Seite geschossen wurde. Motor dieser Entwicklung war John Hawkins. Sein Ziel waren schnelle Schiffe mit guten Segeleigenschaften und starker Bewaffnung. Mit diesen Schiffen, der Änderung der Taktik (und einem kräftigen Sturm) besiegte und vernichtete die englische Flotte die Spanische Armada 1588.

### 17. Jahrhundert

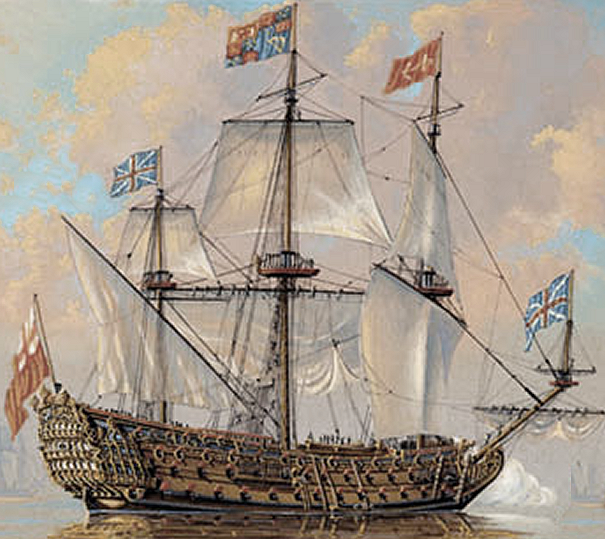
Die Royal Charles ca. 1670

Die Prince Royal, gebaut 1610, war das erste Schiff mit drei Geschützreihen und für längere Zeit das größte Kriegsschiff der Welt. Die Naseby, 1660 umbenannt in Royal Charles, wurde zum Prototyp des Kriegsschiffes für die nächsten 150 Jahre. Sie hatte 1230 Tonnen Wasserverdrängung, 80 Kanonen und 600 Mann Besatzung bei einer Länge von 53 m und einer Breite von 14 m. Neben den größeren Linienschiffen trat bald die Fregatte als kleineres, aber besonders schnelles Segelkriegsschiff mit ca. 20–40 Kanonen.

### 18. Jahrhundert

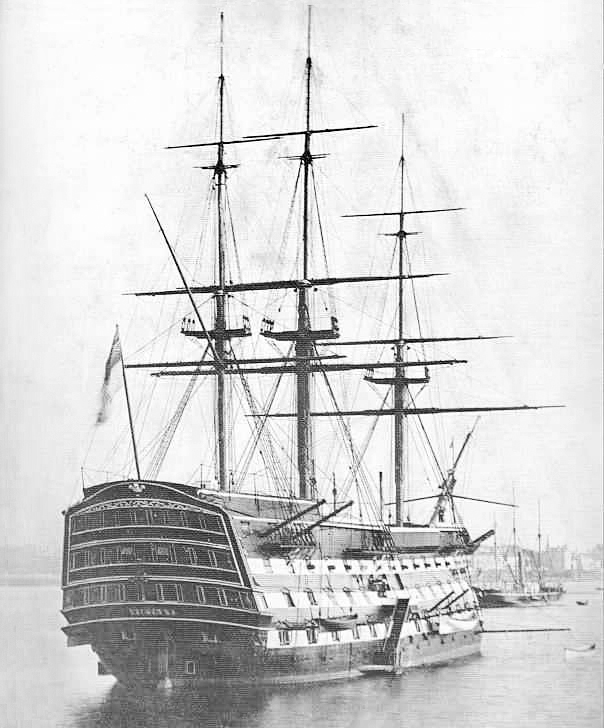
Die Victory

Im Verlauf des 18. Jahrhunderts wurden die Rümpfe schmaler und eleganter. Berühmte Schiffe aus dieser Zeit sind:
- Victory, das Flaggschiff von Lord Nelson in der Schlacht von Trafalgar. Sie wurde am 23. Juli 1759 auf Kiel gelegt, aber erst 1776 in Dienst gestellt. Ab 1778 diente sie verschiedenen Admirälen als Flaggschiff und ist heute das älteste noch in Dienst befindliche Kriegsschiff. Die Länge beträgt 69 m, die größte Breite 15,7 m, die Wasserverdrängung 3556 Tonnen. Sie trägt 114 Kanonen und erreichte eine Spitzengeschwindigkeit von 11 Knoten.
- Constellation, die 1797 als erstes Schiff im Auftrag der US Navy gebaut wurde. Sie vereinigte die Feuerkraft einer Razee dieser Zeit mit der Geschwindigkeit eines Baltimore-Klippers. Die Wasserverdrängung beträgt 1278 Tonnen, die Länge 55 m, die Breite 13 m. Bewaffnet war sie mit 36 Kanonen. Die Geschwindigkeit betrug 14 Knoten, sodass sie den Spitznamen „Yankee Racehorse“ (Yankee-Rennpferd) bekam.

### 19. Jahrhundert

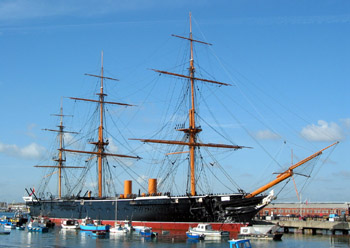
Warrior

Mit der industriellen Revolution im 19. Jahrhundert gab es einen Entwicklungsschub, der eine ganze Reihe von Erfindungen hervorbrachte: die Dampfmaschine, den Schaufelradantrieb, den Propeller, die Einführung von Granaten und Panzerung. Die Granaten waren zur Zeit der napoleonischen Kriege noch nicht ganz ausgereift, wirkten jedoch nach Beseitigung ihrer Probleme (ab ca. 1830) verheerend gegen ungepanzerte Holzschiffe.
Zunächst wurden deshalb die Holzschiffe mit Eisenplatten gepanzert. Dampfkriegsschiffe wurden zunächst als Raddampfer, in der zweiten Hälfte des 19. Jahrhunderts zunehmend als Schraubendampfer gebaut. Der Dampfantrieb ermöglichte eine bessere Manövrierbarkeit.
Nach dem Krimkrieg wurden zwei revolutionäre Schiffe gebaut, die ersten „Panzerschiffe (Ironclads)“, die auf einen Schlag alle anderen Schiffe wertlos machten:
- die französische La Gloire 1858 ein konventionelles Holzschiff mit außen angebrachter Eisenpanzerung (Schmiedeeisen) und die ihr überlegene
- britische Warrior 1859, das erste ganz aus Eisen gebaute, hochseefähige Kriegsschiff der Welt. Mit 15 Knoten Geschwindigkeit war sie schneller, mit 114 mm Stahl auf Teakholz stärker gepanzert und mit 40 schwersten Geschützen stärker bewaffnet als jedes andere Schiff. Ihre eigenen Geschütze konnten die Panzerung auf 360 Meter nicht mehr durchschlagen.

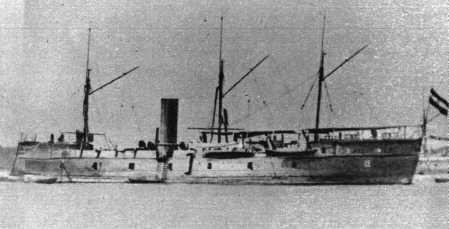
Ferdinand Max, das österreichische Flaggschiff in der Schlacht von Lissa

Aufgrund dieser Überlegenheit der Panzerung wurde die Taktik des Rammens für kurze Zeit üblich (Seeschlacht von Lissa 1866).
Drehbare Geschütztürme wurden zuerst an kleinen Küstenkriegsschiffen (Monitor), ab ca. 1870 auch auf großen Kriegsschiffen eingesetzt. Zu dieser Zeit verschwanden die Masten und Segel, die für weltweiten Einsatz der Kriegsschiffe noch benötigt wurden, sodass es gegen Ende des 19. Jahrhunderts praktisch nur noch Dampfschiffe gab. Aus dem Segelschiffsbau wurden jedoch viele Bezeichnungen für Schiffsklassen übernommen, so die Fregatte und Korvette. Als neuer Typ entstand der Panzerkreuzer.

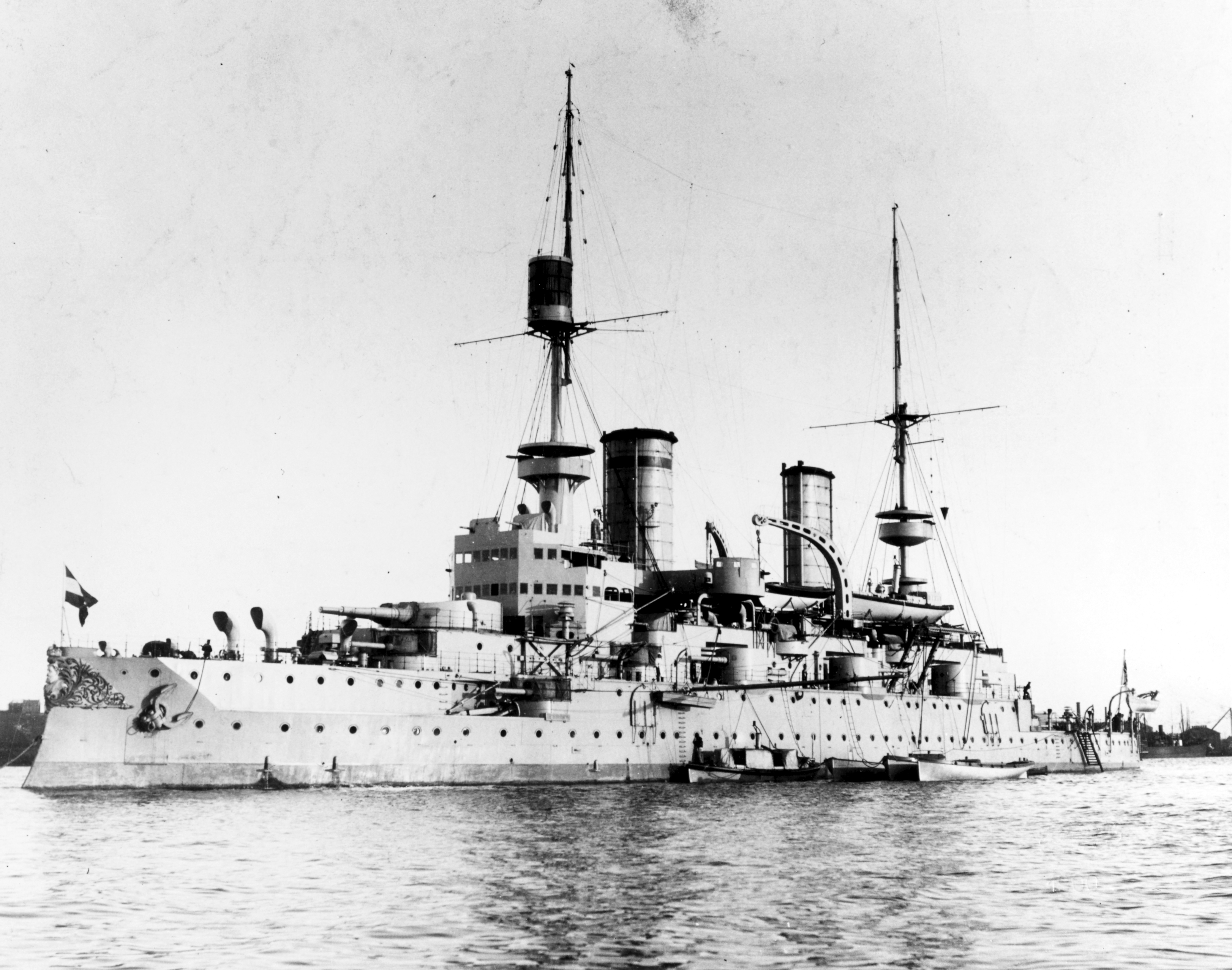
Kaiser Friedrich III., ein typisches Linienschiff aus der Zeit kurz vor 1900 mit den schweren Geschützen in zwei Drehtürmen und einer starken Mittelartillerie in Kasemattaufstellung

Die gezogenen Hinterlader kamen auf See erst relativ spät in Gebrauch, da die Vorteile (bessere Zielgenauigkeit) bei den geringen Kampfentfernungen auf See von den Nachteilen (geringeres Kaliber, unzuverlässige Verschlüsse, Rohrkrepierer) aufgewogen wurden. Zwischen 1880 und 1890 konnten aber große Kaliber mit langen Rohren und panzerbrechenden Langgeschossen die Panzerungen überwinden.

### Beginn des 20. Jahrhunderts

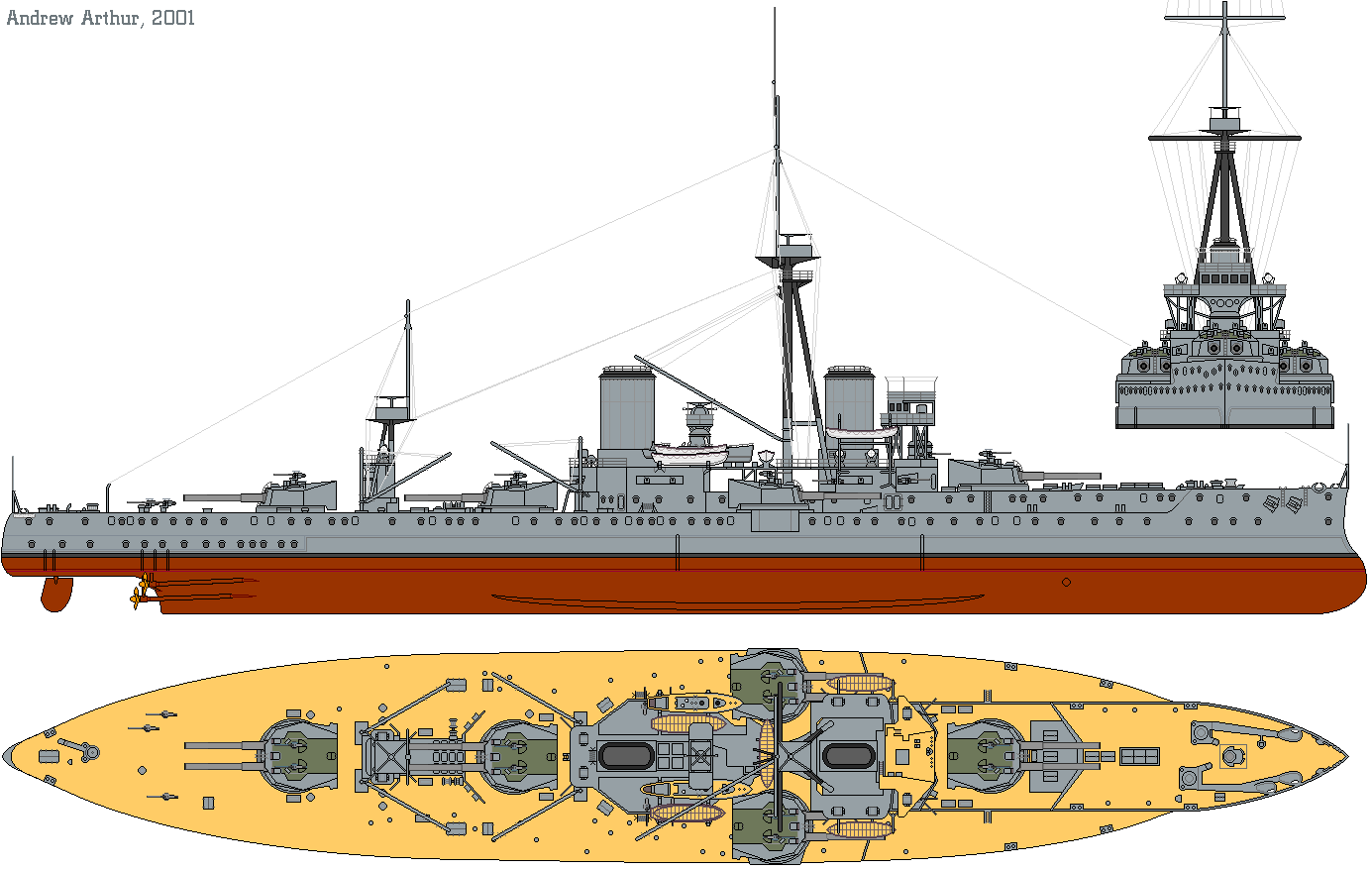
Dreadnought: Konzentration auf ein Hauptkaliber bei reduzierter Mittelartillerie

Nach der Seeschlacht bei Tsushima 1905 wurden die gewonnenen Erfahrungen konsequent umgesetzt: Eine wirkungsvolle Feuerleitung konnte nur durch Vereinheitlichung der Kaliber, eine große Schussentfernung sowie Wirkung auf stark gepanzerte Gegner nur durch großkalibrige Geschütze erreicht werden.
Es entstand innerhalb eines Jahres die Dreadnought, die gemäß der Devise „all-big-gun“ (nur großes Kaliber) mit zehn 30,5-cm-Geschützen ausgerüstet war, in jede beliebige Richtung mindestens sechs davon einsetzen und jeweils zweimal pro Minute abfeuern konnte. Wie die Warrior war auch dieses Schiff der Beginn einer neuen Epoche im Kriegsschiffbau. Alle vorher gebauten Linienschiffe, die noch mit einer gemischten Batterie unterschiedlicher Kaliber ausgerüstet waren, wurden dadurch in ihrem Gefechtswert stark herabgesetzt.
In der Skagerrakschlacht wurde das Gefecht auf über 10.000 Meter Entfernung ausgetragen, was mit früheren Schiffs- und Geschütztypen undenkbar war. Die Skagerrakschlacht blieb die größte mit Schlachtschiffen ausgetragene Seeschlacht der Zeitgeschichte.
Nach dem Ersten Weltkrieg erlaubte der Versailler Vertrag der deutschen Marine nur einen eingeschränkten Ersatz der wenigen verbliebenen Schlachtschiffe (diese wurden unter dem alten Begriff Linienschiff geführt). Die taktische Entwicklung ging in den 1920er und 1930er Jahren deshalb in Deutschland von der schweren Schlachtflotte weg hin zu Kreuzern. Konsequenz aus den engen vertraglichen Grenzen war die Entwicklung der, von der Auslandspresse als „Westentaschen-Schlachtschiffe“ bezeichneten, Panzerschiffe der Deutschland-Klasse, deren erster Prototyp das Panzerschiff Deutschland (ab 1939 Lützow) war. Hier wurden die Eigenschaften von hoher Geschwindigkeit, schwerer Bewaffnung und großer Reichweite miteinander vereinigt. Dazu diente die erstmalige Verwendung von Dieselmotoren und eine (im direkten Vergleich) massive Gewichtsreduzierung. Das strategische Konzept dahinter wurde als „Kreuzerkrieg in Übersee“ bezeichnet. Die Idee fand Ausdruck in dem Satz: „Schneller als schwerer Bewaffnete und schwerer bewaffnet als Schnellere!“
Sowohl die Deutschland/Lützow als auch ihre Schwesterschiffe Admiral Scheer und Admiral Graf Spee wurden später zum Schweren Kreuzer umklassifiziert und führten diesen Kreuzerkrieg im Zweiten Weltkrieg anfangs sehr erfolgreich, desgleichen die ursprünglich auch als vergrößerte Panzerschiffe geplanten, später als Schlachtschiffe fertig gestellten Scharnhorst und Gneisenau.

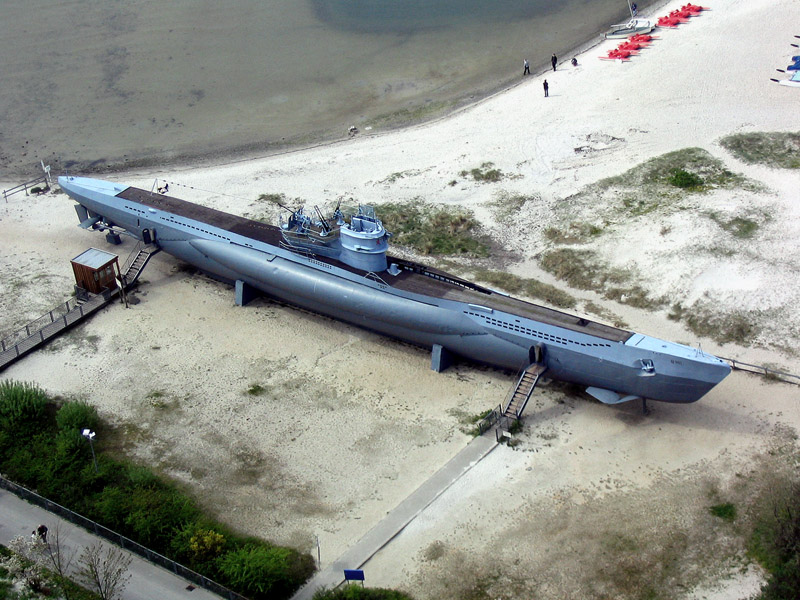
U 995 vom Typ VII, dem meistgebauten im Zweiten Weltkrieg

Ebenfalls seit Beginn des Jahrhunderts machte die Entwicklung von U-Booten entscheidende Fortschritte, insbesondere in Deutschland wurde die U-Boottechnik stark vorangetrieben. Technisch möglich waren diese erst durch den Elektroantrieb und die Entwicklung leistungsfähiger Akkumulatoren. Typische Waffe der U-Boote war und ist der Torpedo. Damit waren diese Boote seit dem Ersten Weltkrieg in der Lage, weitgehend unerkannt andere Schiffe anzugreifen und zu versenken.
Außerdem entstanden die Torpedoboote, kleine, schnelle und vor allem preiswerte Boote, deren Hauptwaffe ebenfalls der Torpedo war, und die gegen die Schlachtschiffflotten eingesetzt wurden. Deren große Geschütze waren zu langsam, um Torpedoboote effektiv abzuwehren. Zur Abwehr gegen die Torpedoboote entstand daher der Torpedoboot-Zerstörer, später kurz Zerstörer genannt.
Bis in den Ersten Weltkrieg kamen auch Ballonschiffe zum Einsatz, die zur Beobachtung (Aufklärung) des umliegenden Meeres mit einem bemannten Ballon bestückt waren. Sie wurden jedoch noch im Ersten Weltkrieg durch Flugzeugmutterschiffe verdrängt. Von diesen starteten Wasserflugzeuge per Katapult, nach der Wasserung wurden sie wieder an Bord gehievt.

### Zweiter Weltkrieg und Folgezeit

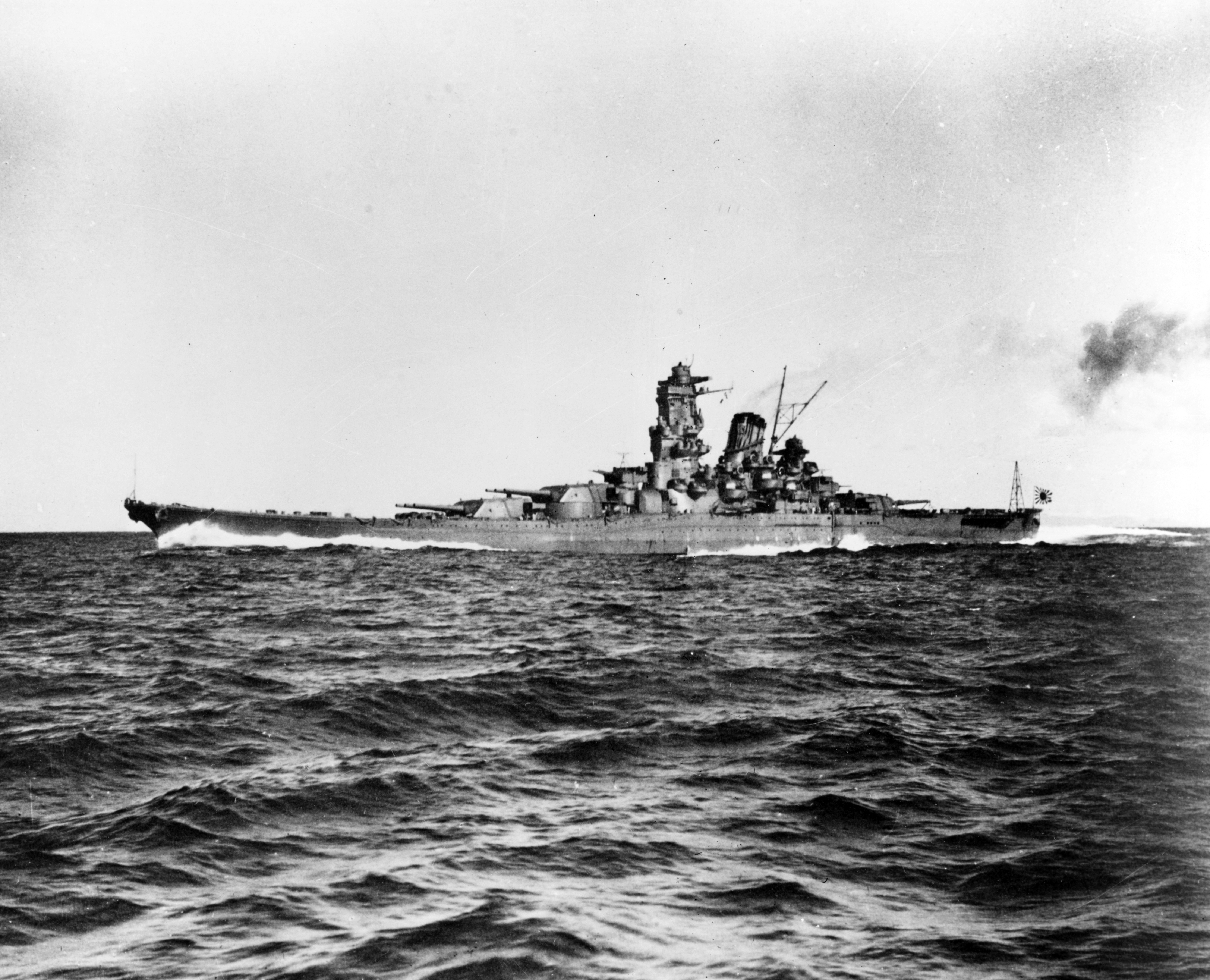
Die Yamato, das größte und stärkste gebaute Schlachtschiff

Hiermit war die Entwicklung des Schlachtschiffes praktisch beendet, denn die Schlachtschiffe des Zweiten Weltkrieges, wie zum Beispiel das Schlachtschiff Bismarck, hatten aufgrund ihrer Größe zusätzlich zu der unveränderten Hauptbewaffnung eine Mittelartillerie von kleineren Geschützen und Flugabwehrkanonen.
Im Zweiten Weltkrieg wurde die militärische Wirksamkeit der U-Boote zunehmend durch die Überwachung mit Flugzeugen und Radar sowie die Abwehrmaßnahmen von Zerstörern neutralisiert. Nach dem Krieg kamen neue Typen in Gebrauch, die den Gefechtswert der Boote wiederum erhöhten. Durch Kernreaktoren erhielten große U-Boote ab Mitte des 20. Jahrhunderts die Fähigkeit, sehr lange ohne Kontakt zu Stützpunkten auf See zu operieren. Oftmals dienen solche Atom-U-Boote als mobile Abschussbasen für strategische Atomraketen.
Als weitere Entwicklung ist der Flugzeugträger zu nennen, dessen Entwicklung im Ersten Weltkrieg begann und im Zweiten Weltkrieg forciert wurde. Der britische Angriff auf Tarent 1940 und der japanische Angriff auf Pearl Harbor 1941 zeigten die Überlegenheit gegenüber konventionellen Kriegsschiffen und führten dazu, dass Flugzeugträger ein elementarer Bestandteil der großen Marinen wurden.

### Gegenwart

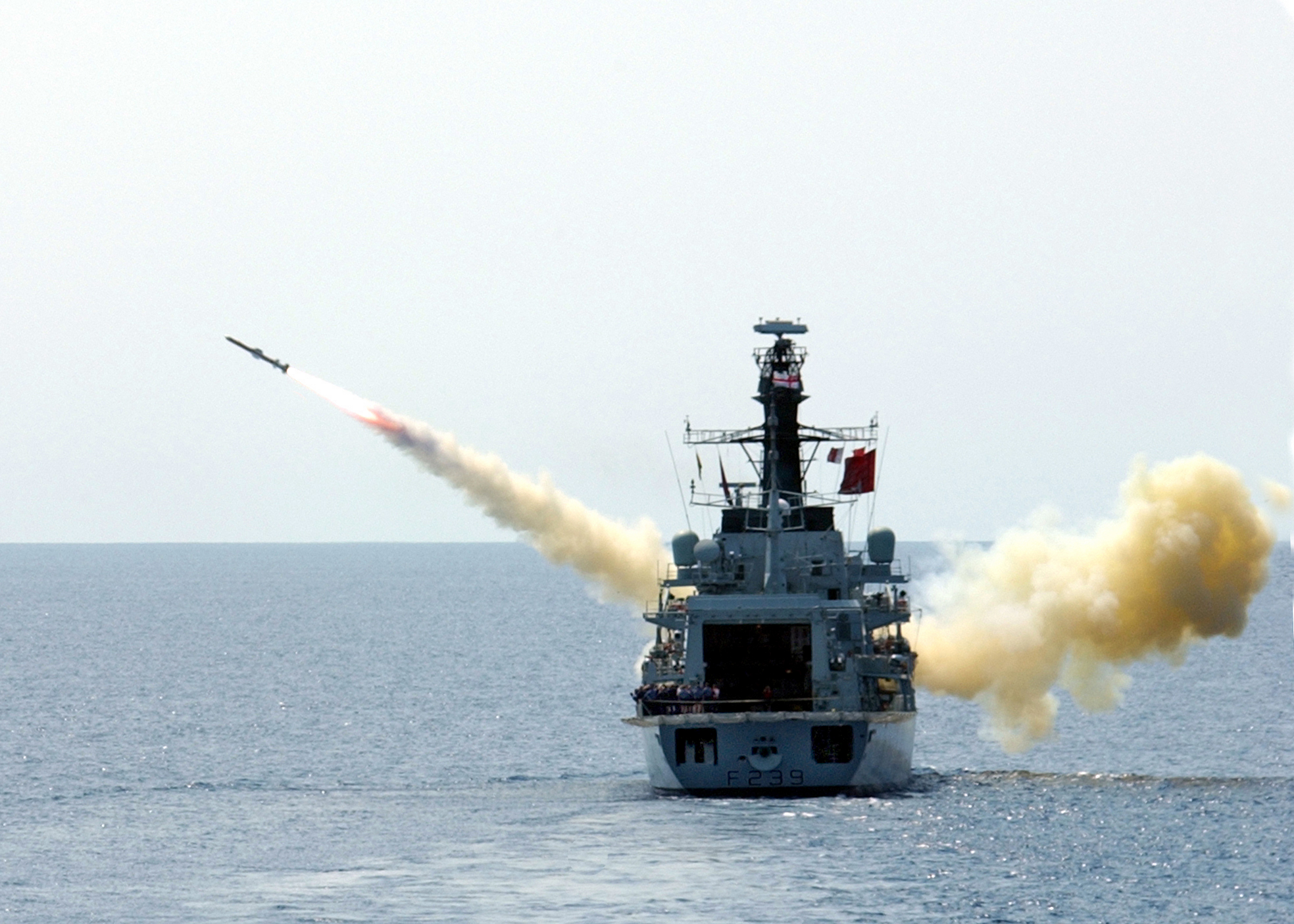
Die britische Fregatte Richmond schießt einen Seezielflugkörper AGM-84 Harpoon

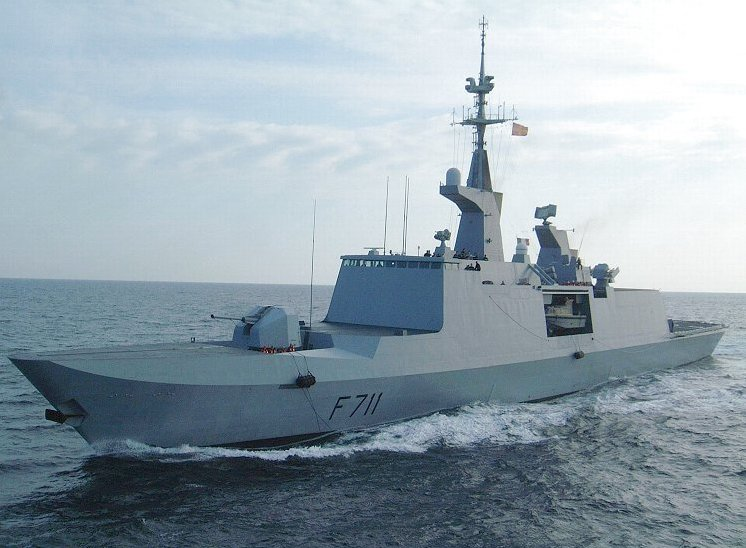
Französische Fregatte Surcouf der La Fayette-Klasse mit Stealth-Technologie zur Signaturreduzierung

Heute sind in erster Linie Zerstörer, Fregatten und Korvetten im Einsatz, die häufig mit Lenkwaffen ausgerüstet sind und so – ähnlich wie U-Boote – als mobile Abschussbasen dienen können. Es gibt aber auch noch als Kreuzer klassifizierte Lenkwaffenkriegsschiffe, wie die Einheiten der russischen Kirow-Klasse oder die der US-amerikanischen Ticonderoga-Klasse.
Für den Küstenschutz sind leicht bewaffnete Minensucher im Einsatz. Schnellboote ermöglichen es, unerlaubt eindringende Schiffe frühzeitig abzufangen. Seit dem Zweiten Weltkrieg spielen auch amphibische Kriegsschiffe eine große Rolle. Dazu gehören große Landungsschiffe, die meist mit Hubschraubern und zum Teil mit einem Dockraum ausgestattet sind. Kleine, sehr flachgehende Landungsboote können Mannschaften, Fahrzeuge und Material an das Ufer bringen. Diese Boote sind meist nur leicht bewaffnet.
Moderne Flugzeugträger ermöglichen den Einsatz von Bombern und Jagdflugzeugen weit entfernt von landgestützten Basen und spielten etwa im Zweiten und Dritten Golfkrieg eine wichtige Rolle. Sie dienen auch als Führungsplattform für große Schiffsverbände. Wegen ihrer Größe sind Flugzeugträger verwundbar gegen Angriffe mit Seezielflugkörpern und Torpedos.
Beim Kriegsschiffbau spielt die Signaturreduzierung eine bedeutende Rolle. Am bekanntesten ist die Stealth-Technologie, die die Ortung durch Radargeräte erschwert. Als Prototyp diente der US Navy das Stealthschiff Sea Shadow. Zugleich geht es aber auch darum, der Ortung durch andere Sensoren entgegenzuwirken. Bereits seit Längerem werden deshalb die Infrarot-, Magnet- und Geräuschsignaturen reduziert.

## Technik in der neueren Geschichte

### Bewaffnung
Prägendes Element eines Kriegsschiffes ist seine Bewaffnung. Diese richtet sich nach der Art der Einsätze und der zu bekämpfenden Ziele.
In früheren Zeiten bis zum Zweiten Weltkrieg verfügten Kriegsschiffe regelmäßig nur über Schiffsartillerie in verschiedenen Kalibern, die gegen andere Seeziele eingesetzt wurden (siehe auch: Mittelartillerie für mittelgroße Kaliber, Geschützturm für die technische Einbindung an Bord). Mit Entwicklung der militärischen Luftfahrt kamen zunächst weitere Rohrwaffen in Form von Flugabwehrkanonen (Flak) kleineren Kalibers dazu, um feindliche Flugzeuge abwehren zu können (Luftziele). Mit dem technischen Fortschritt gewannen Lenkflugkörper immer mehr an Bedeutung, sowohl für die Abwehr feindlicher Schiffe, als auch feindlicher Luftfahrzeuge. Gegen Schiffe werden heute neben der modernen Schiffsartillerie Seezielflugkörper eingesetzt, gegen Flugzeuge und Hubschrauber Flugabwehrraketen (FlaRak). Gestartet werden diese aus Aufdeck-Startgeräten oder eingebauten Senkrechtstartanlagen.
Seeminen können mithilfe von Minenwurfeinrichtung von Kriegsschiffen aus gelegt werden.
U-Boote sind regelmäßig mit Torpedos bewaffnet, die aus Torpedorohren abgefeuert werden. Torpedos kommen in verschiedenen Kalibern und Gewichtsklassen vor und werden gegen andere U-Boote wie auch Überwasserschiffe eingesetzt. In früheren Zeiten verfügten U-Boote oftmals auch über Minenlegeeinrichtungen und Decksgeschütze. Moderne U-Boote sind in der Lage, aus den Torpedorohren auch Seeminen verlegen oder Flugabwehrraketen starten zu können. U-Boote mit ballistischen Raketen verfügen als Erstschlags- und Zweitschlags-Waffe über U-Boot-gestützte ballistische Raketen mit nuklearen Sprengköpfen.
Im Bereich der U-Jagd gegen feindliche U-Boote wurden früher vorwiegend Granaten und Wasserbomben verwendet. Für diese Zwecke waren spezielle Granat- und Wasserbombenwerfer eingerüstet. Heute verfügen Überwassereinheiten zur U-Jagd regelmäßig über mehrere Torpedorohre zum Abfeuern von Torpedos. Mit dem Aufkommen schnellerer U-Boote wurden ferner Anti-U-Boot-Raketen (ASROC) entwickelt, die einen Torpedo zunächst mithilfe eines Raketentriebwerks näher an das U-Boot heranbringen und erst danach im Wasser den Rest der Strecke zurücklegen. Einige Anti-U-Boot-Raketen können auch von U-Booten getaucht gestartet werden.
Sowohl zur Bekämpfung von Überwasser-Seezielen als auch bei der U-Jagd können Bordhubschrauber verwendet werden, die dazu mit Torpedos oder Seezielflugkörpern bewaffnet werden.
Zur Landzielbekämpfung werden ebenfalls Flugkörper verwendet. Es handelt sich dabei oftmals um speziell angepasste Seezielflugkörper oder um Marschflugkörper. Marschflugkörper können neben Überwasserschiffen auch von U-Booten abgefeuert werden. Ein Landzielbeschuss durch die Artilleriewaffen kommt ebenfalls in Betracht, wegen der vergleichsweise niedrigen Reichweiten ist dieser aber gegenüber Flugkörpern in der Bedeutung gesunken. Auf jüngeren Kriegsschiffsklassen wird dieser Entwicklung allerdings entgegengewirkt: Moderne Schiffsgeschütze größeren Kalibers mit spezieller reichweitengesteigerter Munition werden zur taktischen Feuerunterstützung an Land wieder verstärkt eingesetzt.
Zur Selbstverteidigung moderner Kriegsschiffe gegen anfliegende Flugkörper oder kleine Oberflächenfahrzeuge werden Nahbereichsverteidigungssysteme (CIWS) eingesetzt. Ein Nahbereichsverteidigungssystem besteht in der Regel aus einer vollautomatischen, radargesteuerten Schnellfeuerkanone mit rotierenden Läufen oder aus einem Flugabwehrraketensystem. Es bildet die letzte Verteidigungslinie (engl. last line of defense) eines Kriegsschiffes. Gegen Kleinziele und asymmetrische Bedrohungen werden auch Maschinengewehre und kleinkalibrige Maschinenkanonen verwendet.
Ferner werden zum Selbstschutz noch Täuschkörper-Systeme verwendet.

### Konstruktion und Panzerung

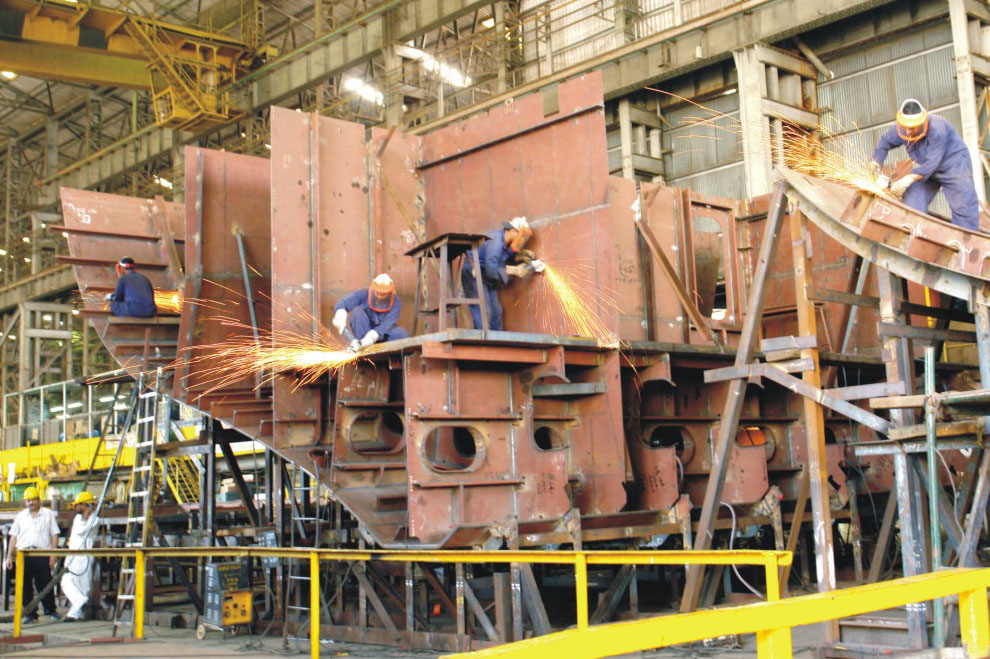
Im Bau befindliches Rumpfmodul für einen indischen Zerstörer der Kolkata-Klasse

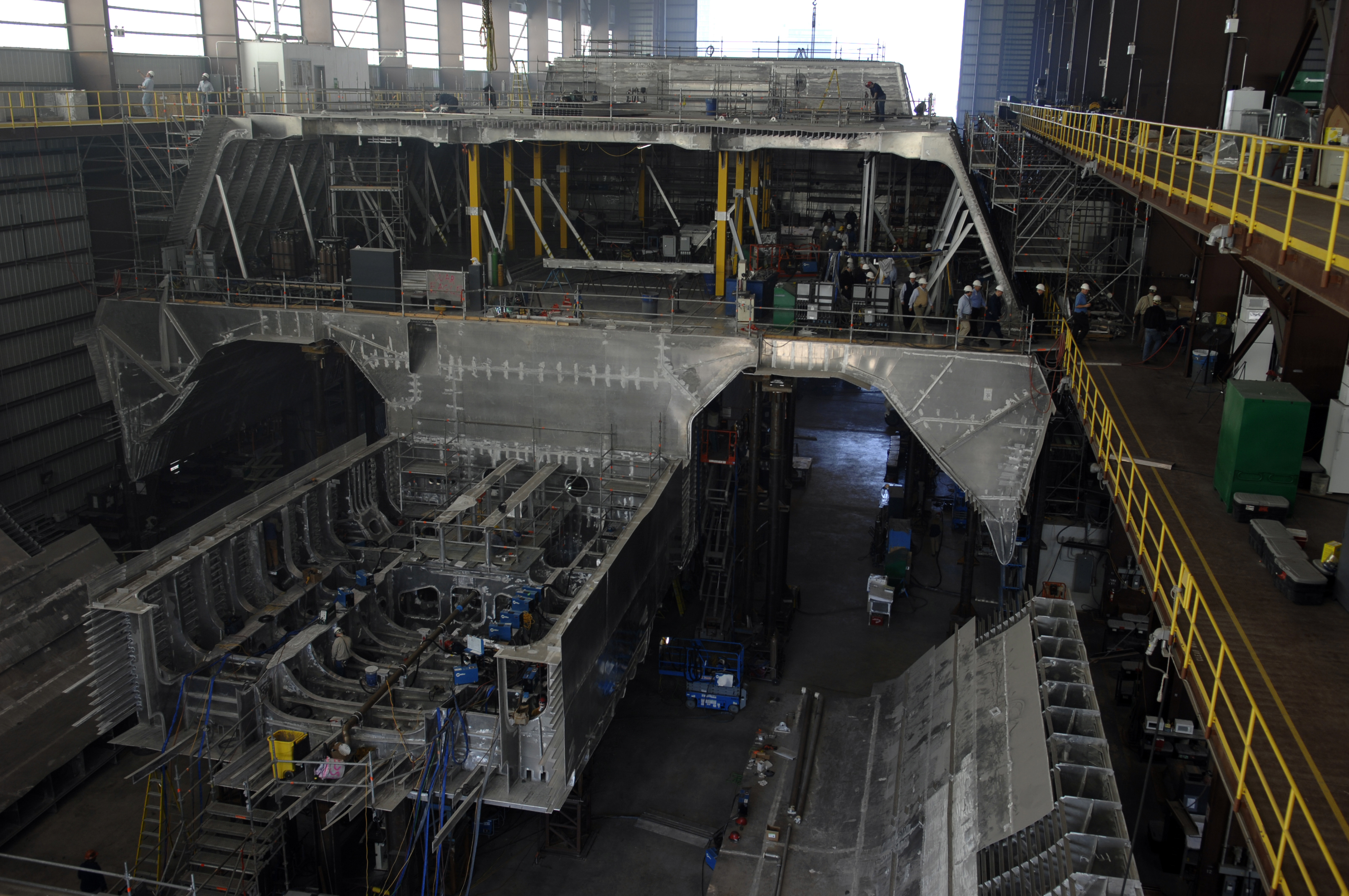
Independence im Baudock

Kriegsschiffe werden auf eine möglichst hohe Überlebensfähigkeit der Einheit hin konstruiert und ausgestattet. Hierfür wurden in früheren Zeiten starke Panzerungen (Panzerschiff, Panzerdecks) verwendet. Mit Entwicklung neuer durchschlagskräftiger Waffensysteme wurde diese Strategie allerdings obsolet und verschwand seit Ende des Zweiten Weltkriegs zusehends.
Heute werden spezielle, hochfeste und korrosionsbeständige Stahllegierungen zum Schiffbau verwendet (vgl. z. B. U-Boot-Stahl) sowie eine baulich möglichst sichere Konstruktion und Technik mit hoher Stabilität (Sektionsbauweise, Schotten, Doppelhülle) angestrebt. Ferner werden moderne Kriegsschiffe oftmals nach dem Zwei-Insel-Prinzip konstruiert, d. h. alle einsatzwichtigen Systeme sind auf die beiden Inselaufbauten verteilt bzw. redundant vorhanden. Nur besonders gefährdete Stellen und Partien des Schiffs (z. B. Hangars, Magazine und Treibstofflager) werden noch separat gepanzert, bspw. mit Aramidfasermatten.
Die Flugzeugträger der Gerald R. Ford-Klasse werden ein neues passives Schutzsystem erhalten. Es wird als „dynamic armor“ (deutsch dynamische Panzerung) bezeichnet und soll kritische Teile vor Hohlladungs-Gefechtsköpfen schützen. Es basiert auf zwei Platten, welche unterschiedlich geladen und einige Zentimeter voneinander entfernt sind. Über Kondensatoren wird eine genügend große elektrische Energie gespeichert. Stellt nun der Metallstachel (meist Kupfer) aus dem Hohlladungs-Gefechtskopf eine elektrische Verbindung her, so bewirkt der zwischen den beiden Platten fließende Strom ein sofortiges Verdampfen des Strahls, was somit die Wirkung derartiger Waffen minimiert.
Moderne Kriegsschiffe werden ferner oftmals in Stealth-Bauweise (Tarnkappenschiff) gebaut, was ihnen ein glattes, flächiges Aussehen verleiht. Durch die schräge Anordnung aller (Überwasser-)Flächen wird der Radarquerschnitt vermindert. Die Folge ist eine kleinere Radarsignatur: Das Schiff ist vom gegnerischen Radar schwieriger und später zu erkennen. Ferner werden spezielle radarabsorbierende Materialien und Beschichtungen verwendet. Weitere Tarnmaßnahmen betreffen die Wärme- (Infrarot)- und Schalldämmung (Sonar) von Schiffen und U-Booten.

## Traditionen und Gebräuche

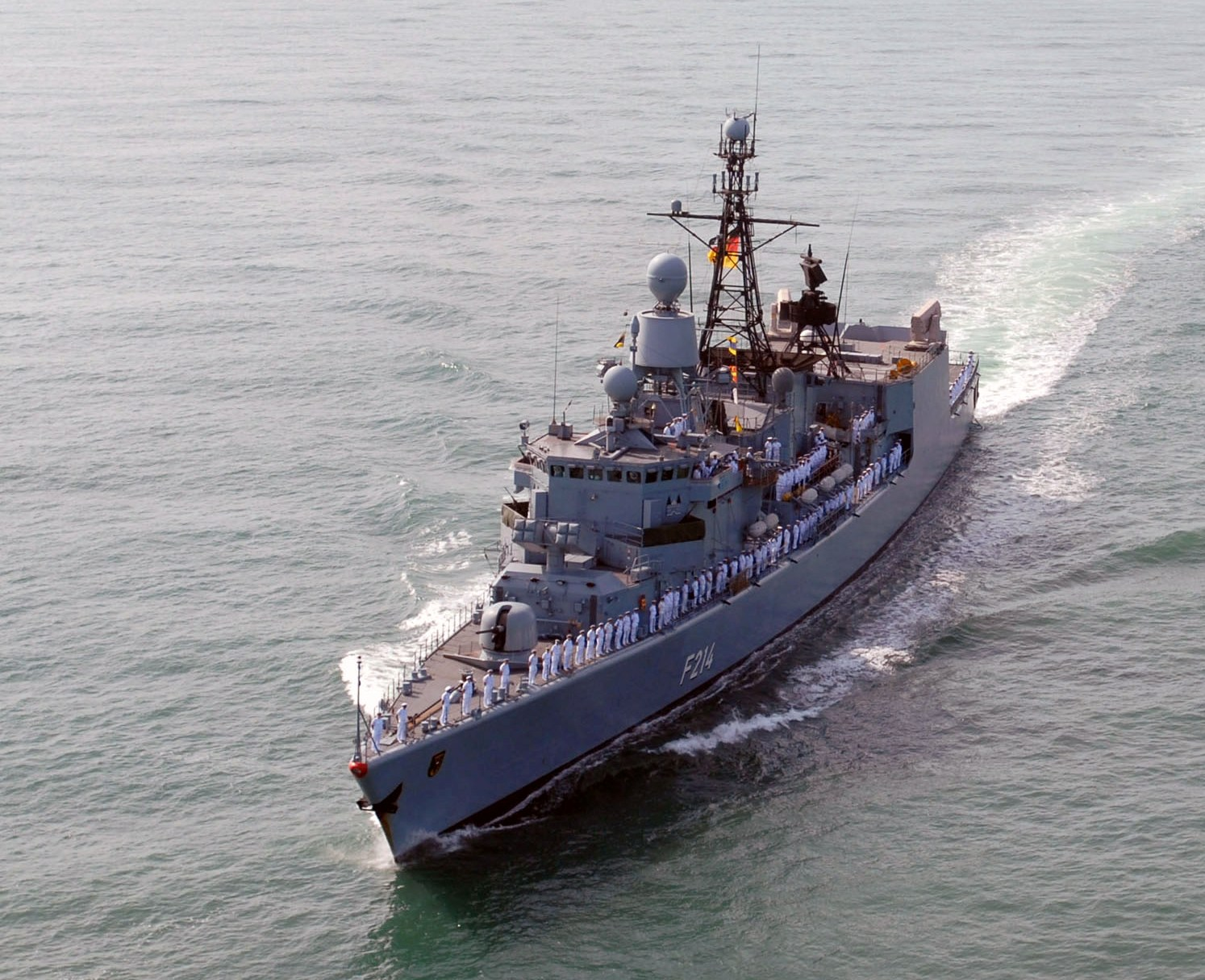
Fregatte Lübeck mit „roter Nase“

Viele Marinen weltweit bemalen die auch als „Nase“ bezeichnete Bugspitze ihrer Schiffe farbig, wenn sie auf einer Reise eine markante Geographische Breite oder in einen besonderen Seebereich passiert haben. Üblich sind dabei die Farben „rot“ für die Passage des Äquators, „blau“ für das Überqueren des nördlichen Polarkreises, „gelb“ für die Fahrt durch den Suezkanal und „schwarz“ für den Aufenthalt im Schwarzen Meer. Wurden mehrere Gebiete befahren, kann die Nase auch zweifarbig gestaltet werden. Nach einem nicht festgeschriebenen Zeitraum, z. B. einem Jahr oder vor Beginn einer neuen Fahrt, wird die Nase wieder grau gestrichen.